# Büro der Vereinten Nationen in Genf

Logo der UNOG

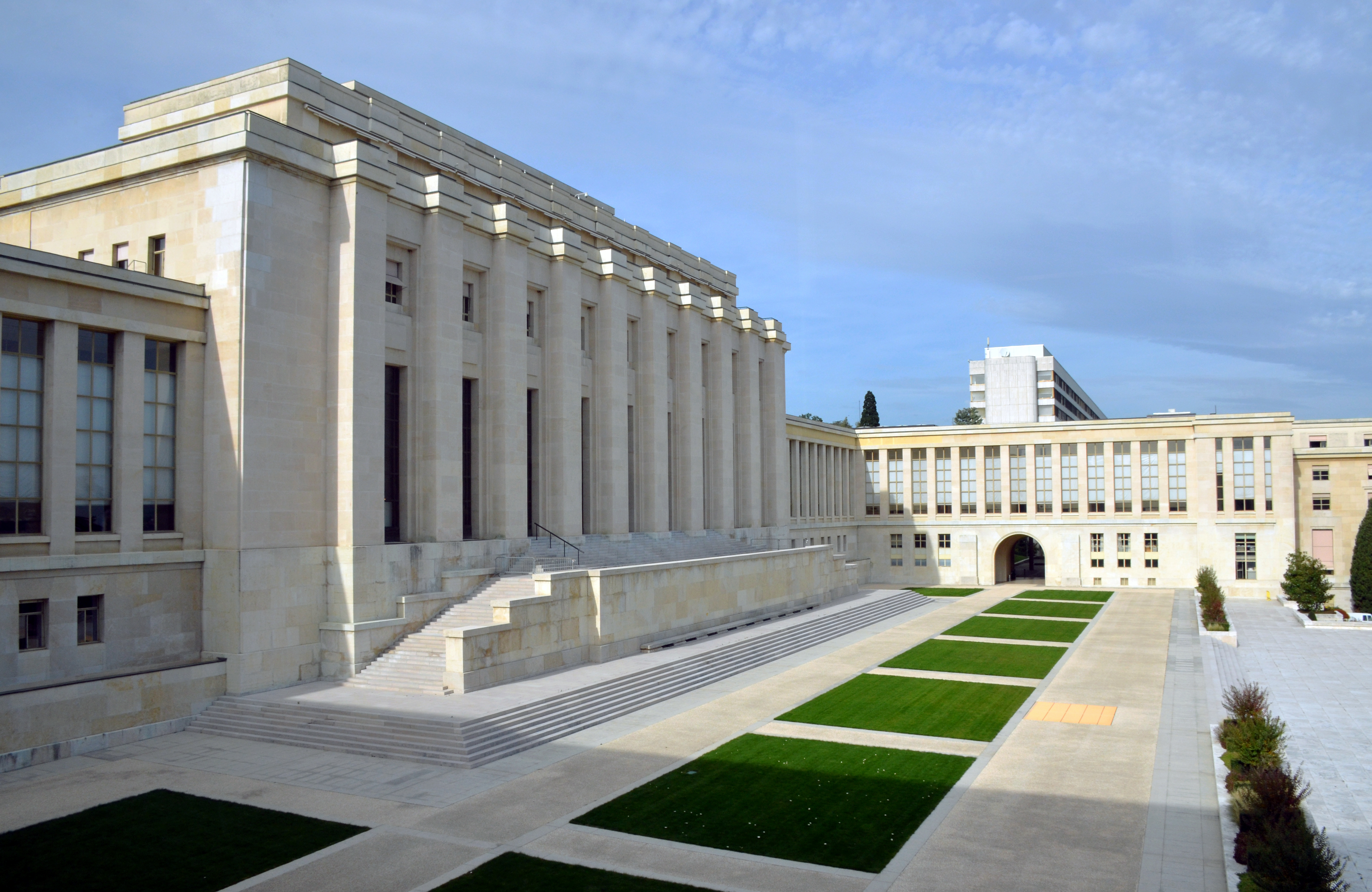
Das Palais des Nations ist Sitz der UNOG

Das Büro der Vereinten Nationen in Genf (französisch Office des Nations unies à Genève, ONUG; englisch United Nations Office at Geneva, UNOG) ist neben dem New Yorker UNO-Hauptquartier der zweite Hauptsitz der Vereinten Nationen. Das UNOG ist mit verschiedenen UN-Programmen im Palais des Nations im schweizerischen Genf angesiedelt. Das UNOG wird von einem Generaldirektor (im Range eines Untergeneralsekretärs) geleitet, welcher vom UN-Generalsekretär ernannt wird, direkt ihm gegenüber verantwortlich ist und als dessen Repräsentant amtiert.
Gegenüber dem New Yorker Sitz hat die UNOG machtpolitisch ein geringeres Gewicht, da die mächtigsten UN-Institutionen – UN-Sicherheitsrat, Generalsekretär der Vereinten Nationen und UN-Generalversammlung – ihren Sitz in New York City haben.
Das Büro ist Arbeitsplatz für ungefähr 1600 Mitarbeiter und organisiert jährlich mehr als 8000 Sitzungen für die UN selbst, aber auch für andere UN-bezogene Organisationen. Zu den in Genf beheimateten Organisationen gehören das International Bureau of Education, das Internationale Handelszentrum (ITC) und die Wirtschaftskommission für Europa.

## Generaldirektoren (Director-General)

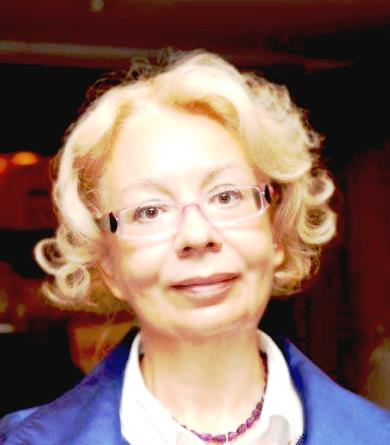
Die Russin Tatjana Dmitrijewna Walowaja amtiert seit 2019 als Generaldirektorin

Die Generaldirektorin ist verantwortlich für alle Aktivitäten der UNOG. Sie vertritt den Generalsekretär in Genf und ist somit die höchste UNO-Beamtin in der Stadt. Sie nimmt zudem die Akkreditierungsschreiben der ständigen Vertreter entgegen.
Seit Gründung der Vereinten Nationen hatten folgende Personen das Amt inne:
| Nr. | Name                          | Heimatstaat | Zeitraum  |
| --- | ----------------------------- | ----------- | --------- |
| 1.  | Wladimir Moderow              | Polen       | 1946–1952 |
| 2.  | Adriannus Pelt                | Niederlande | 1954–1957 |
| 3.  | Pier Pasquale Spinelli        | Italien     | 1957–1968 |
| 4.  | Vittorio Winspeare-Guicciardi | Italien     | 1968–1978 |
| 5.  | Luigi Cottafavi               | Italien     | 1978–1983 |
| 6.  | Eric Suy                      | Belgien     | 1983–1987 |
| 7.  | Jan Martenson                 | Schweden    | 1987–1992 |
| 8.  | Antoine Blanca                | Frankreich  | 1992–1993 |
| 9.  | Vladimir Petrovsky            | Russland    | 1993–2002 |
| 10. | Sergei Ordzhonikidze          | Russland    | 2002–2011 |
| 11. | Kassym-Jomart Tokayev         | Kasachstan  | 2011–2013 |
| 12. | Michael Møller                | Dänemark    | 2013–2019 |
| 13. | Tatjana Dmitrijewna Walowaja  | Russland    | seit 2019 |

## Siehe auch

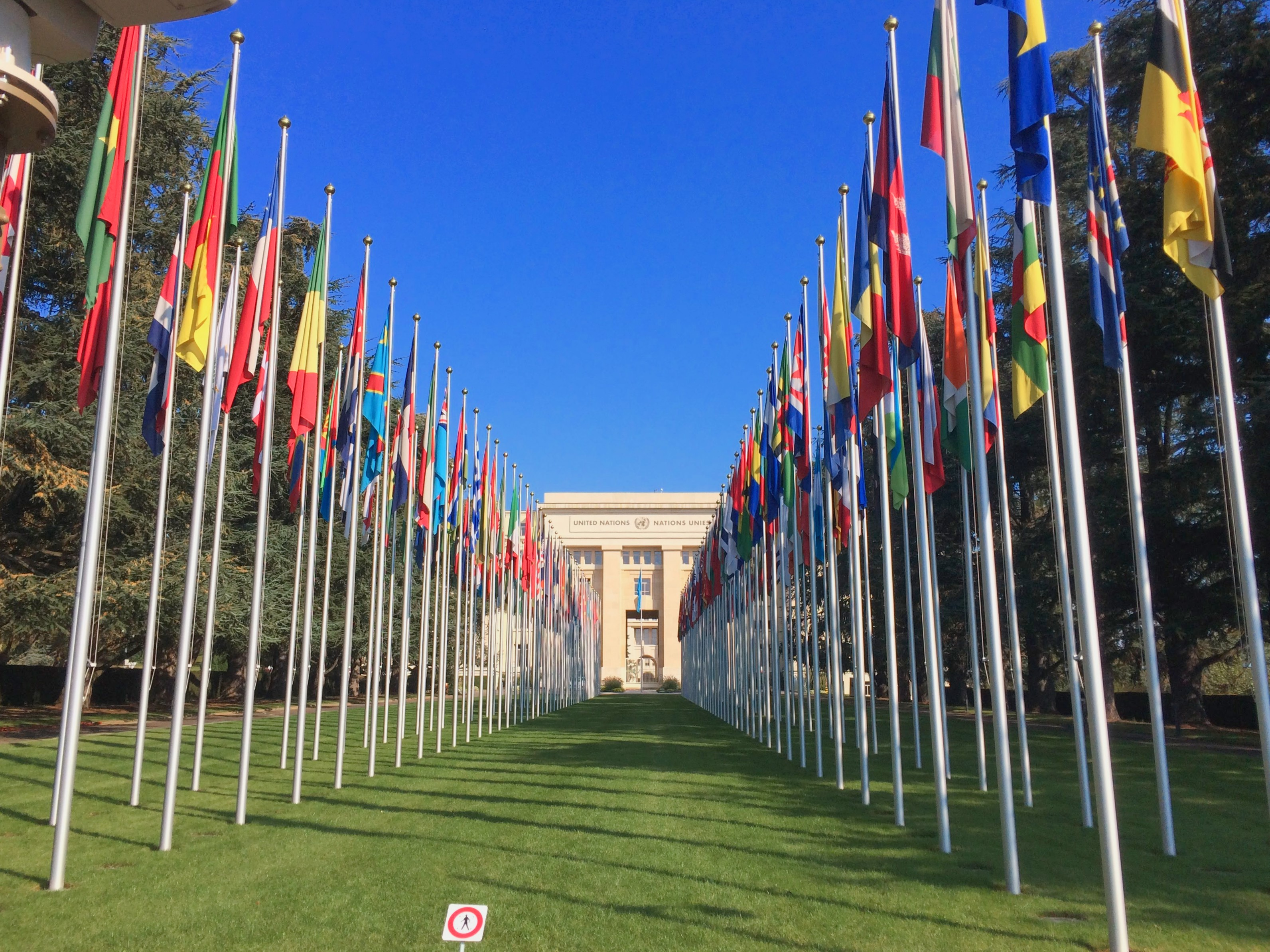
Die Allée des Nations, mit den Flaggen der UN-Mitgliedstaaten